# 伯努瓦塞
伯努瓦塞（法語：Benoisey，法語發音：[bənwazɛ]）是法国科多尔省的一个市镇，属于蒙巴尔区。

## 地理
伯努瓦塞（47°34'35"N, 4°23'53"E）面积5.8 平方千米，位于法国勃艮第-弗朗什-孔泰大區科多尔省，该省份为法国中东部省份，北起奥布省，西接涅夫勒省和约讷省，南至索恩-卢瓦尔省，东南接汝拉省，东临上索恩省，东北部与上马恩省接壤。
与伯努瓦塞接壤的市镇（或旧市镇、城区）包括：库尔塞勒莱蒙巴尔、格里尼翁、塞尼、弗雷讷、蒙蒂尼-蒙福尔。

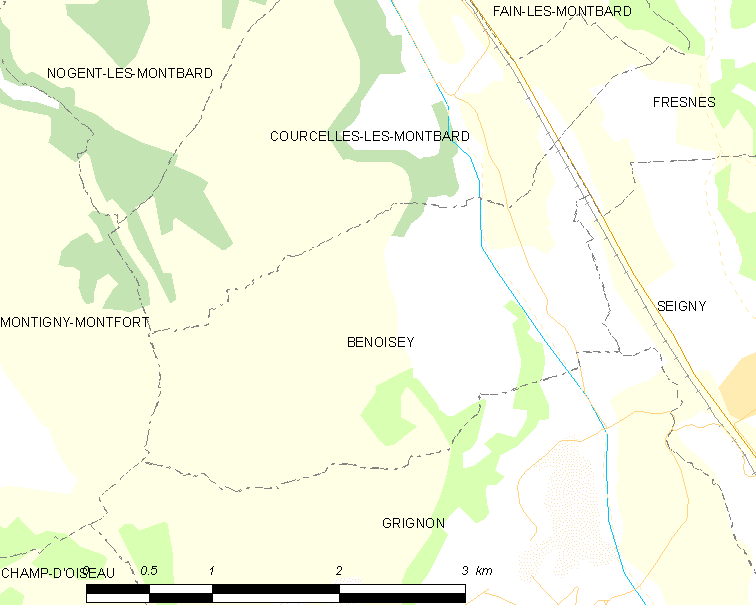
伯努瓦塞的OSM定位图

伯努瓦塞的时区为UTC+01:00、UTC+02:00（夏令时）。

## 行政
伯努瓦塞的邮政编码为21500，INSEE市镇编码为21064。

## 政治
伯努瓦塞所属的省级选区为蒙巴尔县。

## 人口

1962-2008年间伯努瓦塞人口变化图示

伯努瓦塞于2022年1月1日时的人口数量为96人。